# Горденін Микола Миколайович

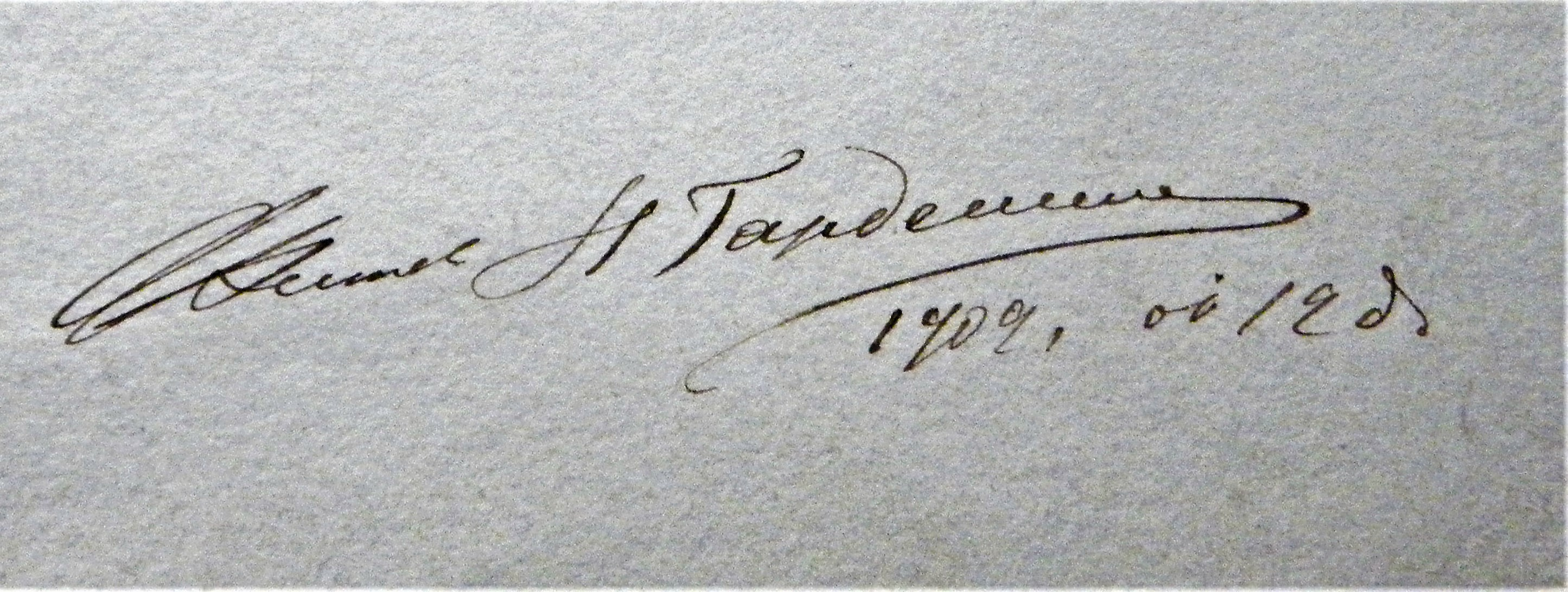
Автограф архітектора

Микола Миколайович Горденін (рос. Николай Николаевич Горденин, зустрічається написання прізвища як Гарденін; 12 травня 1860, м. Тамбов, Російська імперія — після 1925, Ялта (?)) — український архітектор, автор величезного числа проєктів будинків і храмів, реконструкцій у Києві та на Київщині, чий доробок і особистість дотепер лишаються маловідомими.

## Біографія
Микола Миколайович Горденін народився 12 травня 1860 року в Тамбові. Спадковий дворянин, представник старовинного роду, відомого з 17 — 18 століть.
Впродовж 1875–1881 років навчався у Московському училищі живопису, скульптури і зодчества, у 1883-84 рр. підготував проєкт «собор у губернському місті», здобув малу срібну медаль і 27 листопада 1884 року отримав диплом зі званням некласного художника архітектури.
У 1884-86 рр. відбував військову повинність.
Працював молодий зодчий спершу у місті Рибинську (Росія), виконуючим обов'язки міського архітектора.
Починаючи від 1886 року працював у Києві. У своїй роботі архітектор використовував форми преважно російського і так званого «цегляного» стилю, але вдавався і до еклектизму — наявні окремі елементи неоренесансу та необароко.
Впродовж 1880-1900-х років багато та плідно будує для Києва та Київщиини.
1908 року вступив до гімназії Стельмашенка на посаду вчителя малювання, однак працював на цій посаді лише 3 місяці і звільнився за власним бажанням.
1910 року придбав будинок № 15 на вул. Кудрявській, де й проживав надалі.
У 1910-і роки зі значними замовленнями не працював.
Після революції, у 1920-і роки працював у комунвідділі, обстежував стани та складав плани комунальних будівель.
На жаль, 1925 роком відомості про митця уриваються. За одним із припущень, міг 1925 року переїхати до Ялти, де директором театру працював його син Володимир.

## Архітектурні проєкти

### Житлові будинки у Києві

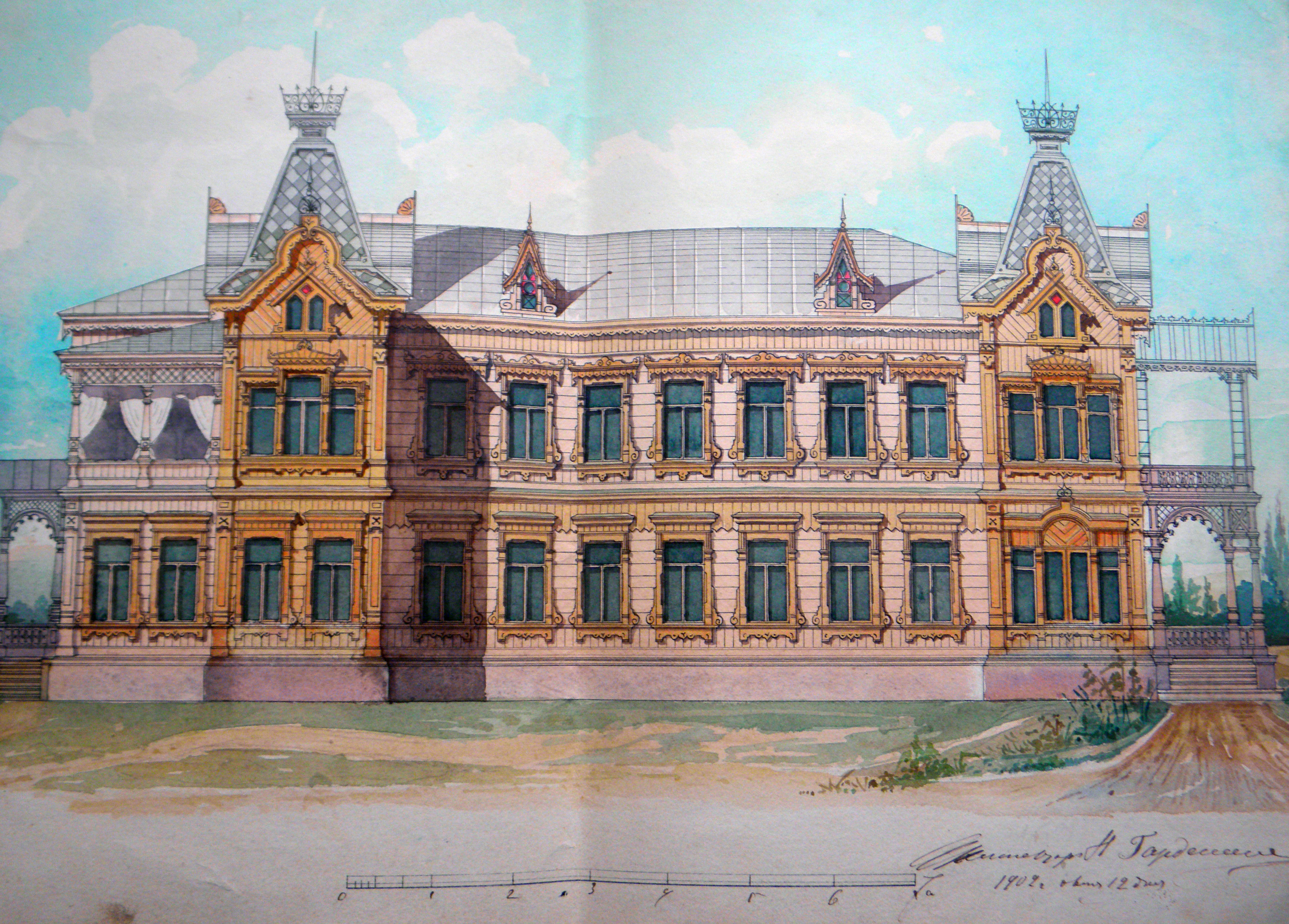
Головний фасад гуртожитку Інституту шляхетних дівчат

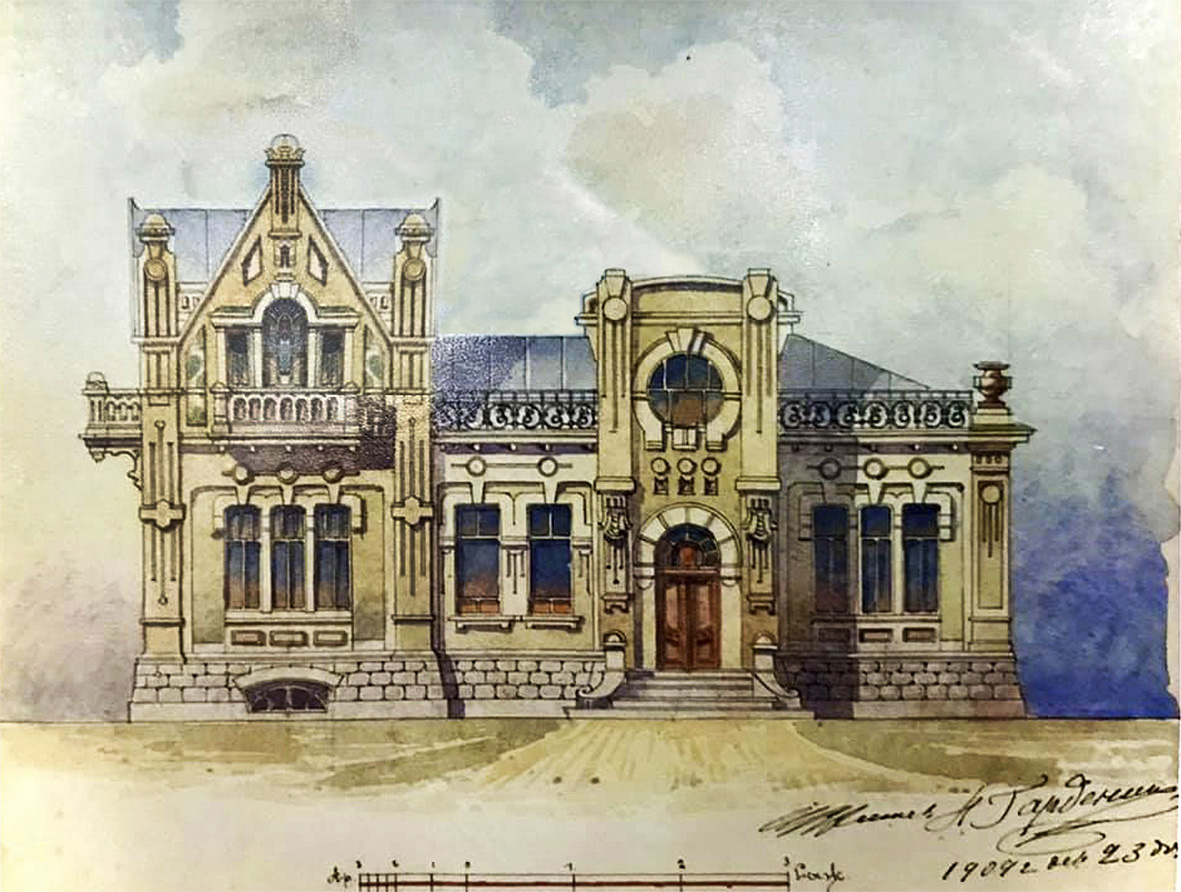
Садиба на Нагірній, 14

- на Андріївському узвозі: № 13 (1888; тут на 2-му поверсі в квартирі № 2 мешкала родина професора Київської духовної академії Афанасія Івановича Булгакова. Сьогодні в будівлі розташований київський музей письменника Михайла Булгакова),
- на Андріївському узвозі № 24 (кінець XIX ст.);
- на вул. Кирилівській (тепер Фрунзе) № 11 (1889 р.);
- на вул. Львівській (тепер Січових Стрільців) № 22 (1890);
- на вул. Паньківській № 14 (1890 р., не зберігся);
- на вул. Шота Руставелі № 53 (1892 р., не зберігся);
- на вул. Саксаганського № 93 (1892 р.);
- Житловий будинок Д. Трахтенберга на вулиці Трьохсвятительській № 5 (1892—94);
- на вул. Ярославській № 49 (1893);
- житловий флігель на вул. Глибочицькій № 85 а (1893 р., не зберігся);
- на вул. Златоустівській № 42 (1894 р., не зберігся);
- на вул. Львівській (тепер Січових Стрільців) № 32 (1894-95 рр., не зберігся);
- на вул. Глибочицькій № 93 (1896 р., не зберігся);
- на вул. Ярославів Вал № 29 (третій поверх прибудова, 1897—98);
- на вул. Ярославській № 31 (1899),
- садиба на вулиці Святославській (тепер В'ячеслава Липинського) № 4-б (1899),
- на вул. Хорива, № 49-Б. Садиба. Флігель, 1901–02, Історизм.
- на вул. Святославській (тепер В'ячеслава Липинського) № 7 (1900—1901 рр.),
- на вулиці Святославській (тепер В'ячеслава Липинського) № 9 (1900—1901 рр.),
- на вул. Святославській (тепер В'ячеслава Липинського) № 11 (1900—1901 рр.),
- на вул. Святославській (тепер В'ячеслава Липинського) № 13 (1900—1901 рр.),
- на вул. Бульйонській (тепер Казимира Малевича) № 32 (1906 р., не зберігся)
- садиба на Нагірній, 14
- житловий будинок у садибі В. Митрофанова на вул. Борисоглібській № 15 (1899);
- ймовірно, є автором житлового будинку на вул. Верхній Вал, № 46 а (1908 р., не зберігся).

### Прибуткові будинкиу Києві
- прибутковий будинок Хітрово на вул. Маріїнсько-Благовіщенській (тепер Саксаганського) № 97 (1889);
- по вул. Маложитомирській № 18 (1895),
- по вул. Маложитомирській № 13 (1896),
- на вул. Малопідвальній № 15 (1896);

### Релігійні споруди у Києві
- Будинок київської юдейської громади (1894)
- Хоральна синагога на вулиці Щекавицькій № 10, 29 (1894—95).
- Новостроєнська синагога (1910) (не збереглася)
- дерев'яна Миколаївська церква у Святошині (1907 р., не збереглася)
- Церква Феодосія Чернігівського в Новій Дарниці (1903) - зруйнована наприкінці 1930-х.

### Релігійні споруди у Київській області
- Свято-Михайлівська церква, Боярка (1898—1902);
- залізобетонні хори для мурованої Воскресенської церкви в селі Зазим'я Броварського району (1911—12);
- дерев'яна церква Покрови Богородиці в селі Требухові Броварського району (1910);
- мурована церква Покрови Богородиці в селі Нових Петрівцях Вишгородського району (1903—13);
- мурована Покровська церква в селі Козаровичах Вишгородського району (1901—09) — не збереглася, в роки колективізації її розібрали і з цегли побудували двоповерхову школу; бита ж цегла пішла на будівництво дороги до Димера;
- проєкт розширення собору Антонія та Феодосія (м. Васильків) (1903)— креслення по прибудові західного притвору з невеличкою дерев'яною банькою до чудового творіння Степана Ковніра були зроблені делікатно, зберігаючи стильові ознаки будівлі XVIII століття і затверджені в 1906 році. Проєкт залишився не здійсненим.

## Адреси у Києві
- вул. Стрітенська (1880-і);
- Михайлівський провулок № 36 (тепер Прорізна № 18) (1890-і);
- вул. Софіївська № 15 (до 1900 року);
- вул. Ярославів Вал № 29 (1901—1909);
- вул. Бульварно-Кудрявська № 23 (1910—1912);
- вул. Кудрявська № 15 (після 1912).